# Stade Juan Antonio Samaranch
Het Stade Juan Antonio Samaranch is een stadion in de Zwitserse stad Lausanne dat onderdeel is van het Centre sportif de Vidy. Het stadion werd in 1998 gerenoveerd en toen vernoemd naar de vroegere voorzitter van het Internationaal Olympisch Comité, Juan Antonio Samaranch.
Op het sportcomplex Vidy ligt ook het Stade Pierre de Coubertin dat voornamelijk voor atletiek gebruikt wordt en meerdere velden voor voetbal, hockey en beachvolleybal.
Het stadion wordt hedendaags bespeeld door FC Stade Lausanne-Ouchy. Het werd ook gebruikt voor het Europees kampioenschap voetbal onder 19 van 2004. Er werden drie groepswedstrijden en een halve finale gespeeld.

## Trivia
- In dit stadion zou het Nederlands voetbalelftal tijdens het Europees kampioenschap voetbal 2008 zijn trainingen afwerken. Het team week echter uit naar het Stade Olympique de la Pontaise, dat een driemaal grotere capaciteit heeft en een stuk beter bereikbaar is.